# Streptocephalus dendyi
Streptocephalus dendyi är en kräftdjursart som beskrevs av Barnard 1929. Streptocephalus dendyi ingår i släktet Streptocephalus och familjen Streptocephalidae. IUCN kategoriserar arten globalt som starkt hotad. Inga underarter finns listade i Catalogue of Life.